# Giacomo Danubio
Giacomo Danubio (Caltagirone, 23 aprile 1967) è un fumettista italiano.

## Biografia
Ha frequentato la scuola di Fumetto di Milano. Nel 1993 collabora con Xenia Edizioni al personaggio di Demon Hunter lavorando quindi con agenzie pubblicitarie fino a che nel 2011 con Bonelli entra nello staff dei disegnatori di Tex.